# Giuliano Dati
Giuliano Dati (1445-1524) foi um prelado católico romano que serviu como bispo de San Leone de 1518 a 1524.

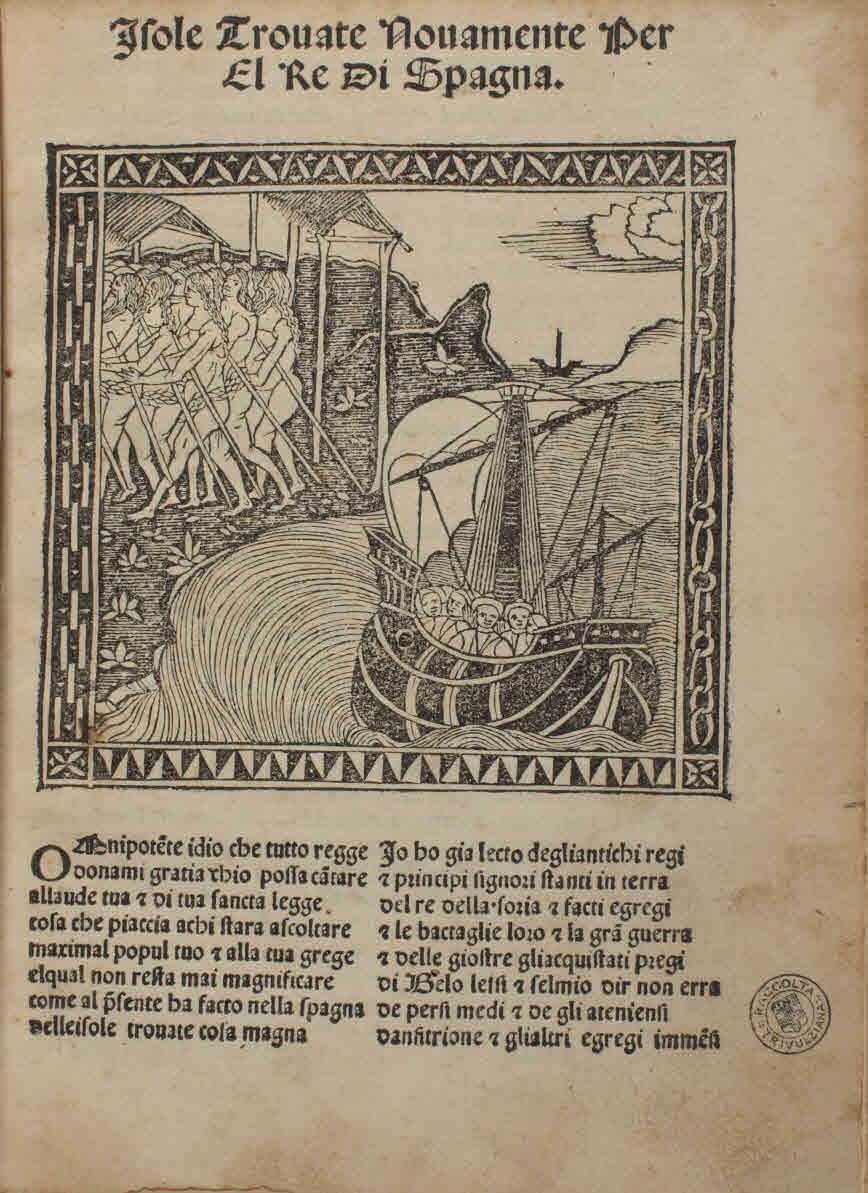
Letra delle isole nuovamente trovate, 1495

## Biografia
Giuliano Dati nasceu em 1445. No dia 26 de fevereiro de 1518, foi nomeado bispo de San Leone durante o papado de Leão X, onde serviu como bispo até à sua morte em 1524.
Dati é autor de três importantes obras. A primeira é uma adaptação de 1493 para o verso ottava rima italiano do relato de Cristóvão Colombo na sua primeira viagem através do Oceano Atlântico. O segundo é o Tratado sobre o Supremo Preste João, Papa e Imperador da Índia e da Etiópia, de cerca de 1494, no qual adapta poeticamente descrições anteriores do Preste João e funde geograficamente a Etiópia e a Índia . O terceiro é o Segunda Canção da Índia de cerca de 1495, descrevendo os monstros no reino do Preste João.